# Campeonato Asiático de Atletismo de 2013 - Arremesso de peso masculino
A prova do arremesso de peso masculino do Campeonato Asiático de Atletismo de 2013 foi disputada no dia 3 de julho de 2013 no Shree Shiv Chhatrapati Sports Complex em Pune, na Índia. 

## Recordes
Antes desta competição, os recordes mundiais e do campeonato nesta prova eram os seguintes:
|                       | Nome                         | Nacionalidade  | Distância | Local    | Data               |
| --------------------- | ---------------------------- | -------------- | --------- | -------- | ------------------ |
| Recorde mundial       | Randy Barnes                 | Estados Unidos | 23m 12cm  | Westwood | 20 de maio de 1990 |
| Recorde do campeonato | Chang Ming-Huang             | Taipé Chinesa  | 20m 14cm  | Kobe     | 9 de julho de 2011 |
| Recorde asiático      | Sultan Abdulmajeed Al-Hebshi | Arábia Saudita | 21m 13cm  | Doha     | 8 de maio de 2009  |

## Medalhistas
| Ouro                   | Prata                  | Bronze                         |
| Sultan Al-Hebshi (KSA) | Chang Ming-huang (TPE) | Om Prakash Singh Karhana (IND) |

## Cronograma
Todos os horários são locais (UTC+5:30).
| Data       | Hora  | Evento |
| ---------- | ----- | ------ |
| 3 de julho | 17:10 | Final  |

## Final
A final da prova ocorreu dia 3 de julho às 17:10.
| Posição           | Atleta                   | Nacionalidade  | #1    | #2    | #3    | #4    | #5    | #6    | Resultados | Notas |
| ----------------- | ------------------------ | -------------- | ----- | ----- | ----- | ----- | ----- | ----- | ---------- | ----- |
| Medalha de ouro   | Sultan Al-Hebshi         | Arábia Saudita | 18.51 | 18.95 | 19.14 | 19.60 | 19.68 | x     | 19.68      |       |
| Medalha de prata  | Chang Ming-huang         | Taipé Chinesa  | 19.29 | 19.16 | x     | 19.38 | 19.61 | x     | 19.61      |       |
| Medalha de bronze | Om Prakash Singh Karhana | Índia          | 19.18 | 19.45 | 19.08 | x     | 19.41 | 19.05 | 19.45      |       |
| 4                 | Inderjeet Singh          | Índia          | 18.61 | 19.31 | x     | 18.46 | 18.15 | 18.63 | 19.31      |       |
| 5                 | Wang Guangfu             | China          | x     | 18.94 | x     | 18.76 | x     | 18.69 | 18.94      |       |
| 6                 | Sergey Dementev          | Uzbequistão    | 17.35 | 18.59 | x     | x     | x     | x     | 18.59      |       |
| 7                 | Ivan Ivanov              | Cazaquistão    | 16.93 | 17.62 | 18.07 | 18.34 | 17.65 | x     | 18.34      |       |
| 8                 | Satyendra Singh          | Índia          | 17.10 | 18.01 | x     | 17.36 | 17.57 | 17.66 | 18.01      |       |
| 9                 | Alireza Mehrsafoti       | Irão           | 17.50 | 17.95 | 17.94 |       |       |       | 17.94      |       |
| 10                | Zhang Jun                | China          | 17.82 | x     | 17.41 |       |       |       | 17.82      |       |
| 11                | Grigoriy Kamulya         | Uzbequistão    | x     | 16.79 | 17.82 |       |       |       | 17.82      |       |
| 12                | Momani Musab             | Jordânia       | 17.75 | x     | 17.40 |       |       |       | 17.75      |       |
| 13                | Krisna Wahyu Permana     | Indonésia      | 15.11 | 14.92 | 14.86 |       |       |       | 15.11      |       |
| 14                | Tejen Hommadov           | Turquemenistão |       |       |       |       |       |       | DNS        |       |
| 14                | Meshari Mohammad         | Kuwait         |       |       |       |       |       |       | DNS        |       |

Legenda
| Recorde mundial       | Recorde mundial (World record)               |                       | Recorde africano                      | Recorde africano (African) |                                           | Q | Classificado por posição (Qualified) |
| Recorde do campeonato | Recorde do campeonato (Championship record)  | Recorde da América    | Recorde da América (Americas)         | q                          | Classificado por melhor tempo (Qualified) |   |                                      |
| Melhor marca do ano   | Melhor marca do ano (World leading)          | Recorde asiático      | Recorde asiático (Asian)              | DNS                        | Não largou (Did not start)                |   |                                      |
| Recorde nacional      | Recorde nacional (National record)           | Recorde europeu       | Recorde europeu (European)            | DNF                        | Não terminou (Did not finish)             |   |                                      |
| Recorde pessoal       | Recorde pessoal do atleta (Personal best)    | Recorde da Oceania    | Recorde da Oceania (Oceania)          | DSQ / DQ                   | Desclassificado (Disqualified)            |   |                                      |
| Recorde da temporada  | Recorde da temporada do atleta (Season best) | Recorde sul-americano | Recorde sul-americano (South America) | NM                         | Sem marca (No mark)                       |   |                                      |